# رينات أخميتف
رينات أخميتف (الروسية: Ринад Ахмедов) رجل أعمال مسلم من أصول تتارية. هو من أثرى أثرياء إقليم دنباص المتحدث باللغة الروسية. يمتلك سلسلة من المحلات التجارية المعروفة باسم امستور (الروسية: Амстор)، ويملك نادي شاخنار دونتك، وقد قام ببناء أكبر ملعب كرة قدم في أوكرانيا، ويدعى ستاد دنباص أرينا بكلفه 400000.
ابتداءً من عام 2000، شارك رينات أحمدوف وصديقه الملحن الشهير إيغور كروتوي في حملة خيرية ليوم القديس نيكولاس، حيث زاروا الأطفال المحرومين من رعاية الوالدين والأيتام والأطفال في المستشفيات. في عام 2012، تبرع بمبلغ 19 مليون دولار لبناء مركز أبحاث الأورام.

## روابط خارجية
- رينات أخميتف على موقع مونزينجر (الألمانية)